# スベリヒユ
スベリヒユ（滑莧・滑り莧、学名: Portulaca oleracea）は、スベリヒユ科スベリヒユ属の一年生植物。代表的なC4植物、食べられる野草としても知られる。

## 名称
和名スベリヒユの「スベリ」の語源は諸説あり、葉っぱや茎にツルツル滑るような光沢があることに由来するという説や、茎や葉を食べるときに、茹でた際に出るぬめりに由来するという説がある。「ヒユ」は、ヒユ科のヒユに姿が似ているともいわれ、莧（草かんむりに「見」の字を当てる。別名、オオスベリヒユ、スベラヒョウ、ズンベラヒョウ、タチスベリヒユ。日本の地方によって、アカジャ、アカヂシャ、イワイズル、ウマビユ、オヒョウ、ウマビユ、ゴシキソウ、スベラヒョウ、トンボグサ、チギリグサ、ヌメリグサ、ネガタ、ヒデリクサ、ヒョウ、ヒョウナの方言名でもよばれている。
中国植物名（漢名）では生薬名にもなっている馬歯莧（ばしけん）のほか、馬歯菜、五行草、酸莧、豬母菜、地馬菜、馬蛇子菜、長寿菜、老鼠耳、宝釧菜など複数の呼び名がある。

## 分布・生育地
世界の熱帯から温帯にかけて幅広く分布し、日本全土で見られる。平地の市街地周辺に分布する。
乾燥耐性があり、畑や路傍、空き地、庭、土手、荒れ地などの日当たりの良い所に自然に生え、よくふえる。農業においては畑作の害草として知られ、全般的に執拗な雑草として嫌われる傾向にあるが、地域によっては食料として畑作もされており、栄養の豊富なスーパーフードとも呼ばれる。

## 形態・生態
一年生の草本。マツバボタンのなかまで、見かけも似ているが、極めて繁殖力が旺盛な植物である。全体に多肉質で無毛、茎はつやつやした円柱状で、赤紫色を帯び、根元からよく分枝して地を這い、ときに斜めに立って高さ30 - 50センチメートル (cm) となって枝分かれする。葉は長さ1 - 3 cmと小さく、肉厚の倒卵形から長円形のへら形、全縁で葉先はやや凹み、柄はごく短く互生する。
花期は夏から初秋（7 - 9月）で、枝先に集まっている葉の間に、5弁の小さな黄色い花を数個咲かせる。花径は6 - 7ミリメートルほどで、日が当たると花が開き、暗いと閉じる。花弁はふつう5個、雄しべに触れると動く。花が終わると楕円形の果実をつけ、熟すと上半分が帽子状に取れるカプセル状の蓋果で、中から極小の黒色の種子が多数落ちて散布される。多くの種をつけることが知られており、大きな株で24万個という記録もある。
雑草として引き抜いて置いても、茎葉はしおれず、容易には枯れない強さがある。寒さに弱く、種子は気温が高くならないと発芽しない。C4型光合成を行なうと同時にCAM型光合成(CAM)を行う多肉植物で、光合成に必要な二酸化炭素を夜間に気孔を開いて取り込む性質があり、昼間は気孔を開かずに取り込んだ二酸化炭素で光合成をするため、乾燥した土地でも水分の蒸散を極力少なくできると考えられている。このため、液胞に蓄積されたリンゴ酸に由来する酸味があり、ぬめりのある独特の食感を持つ。

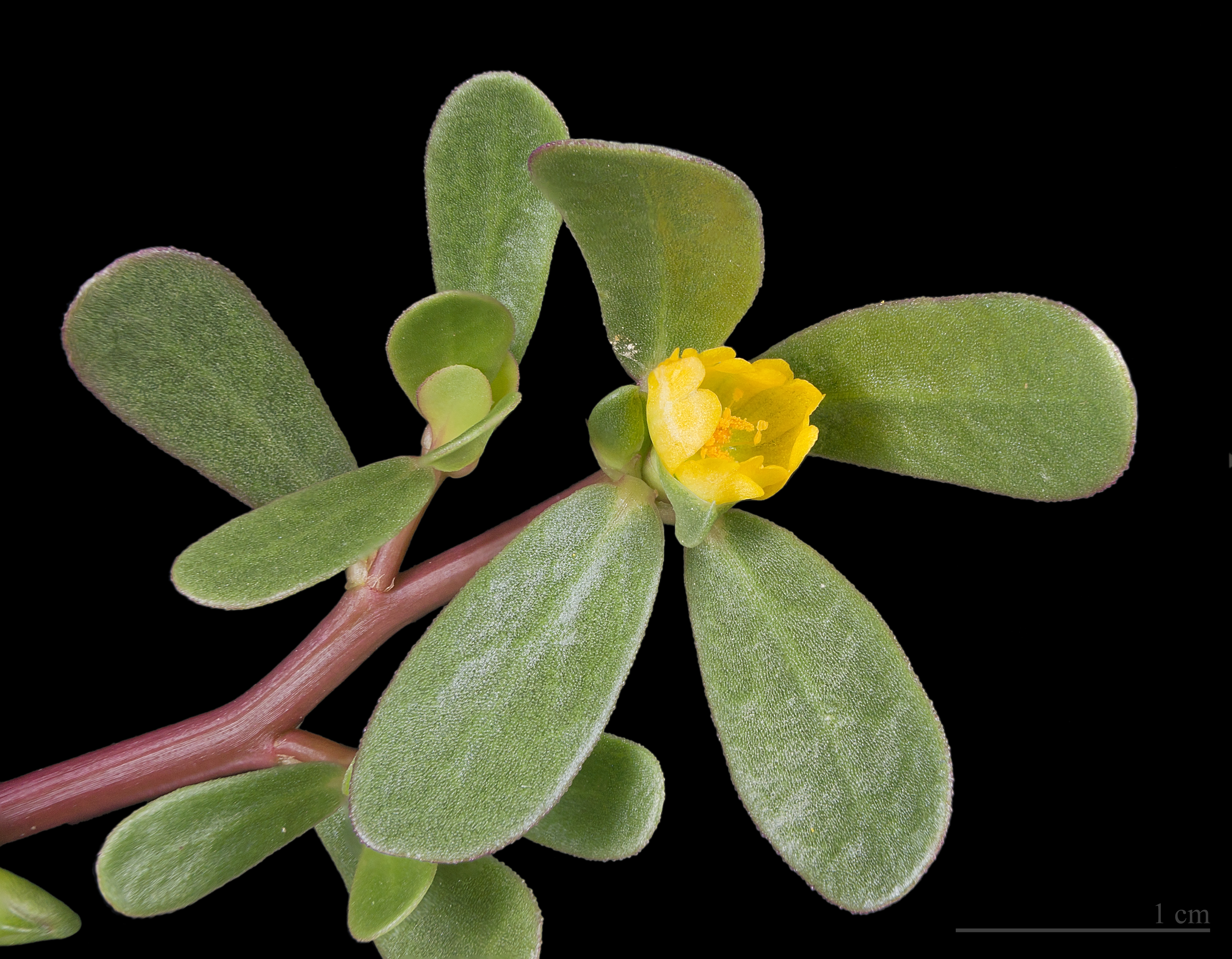
花
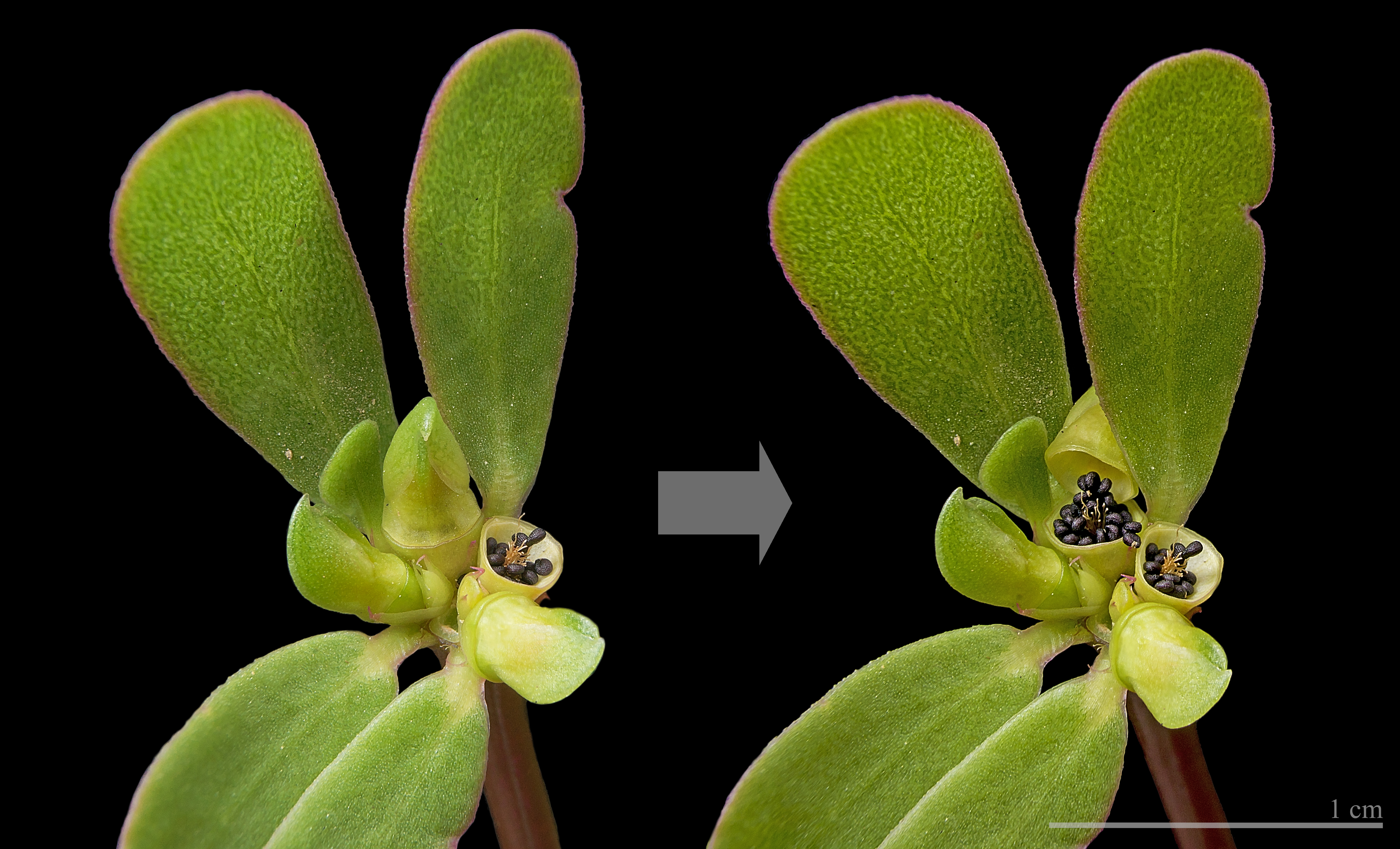
果実

## 利用

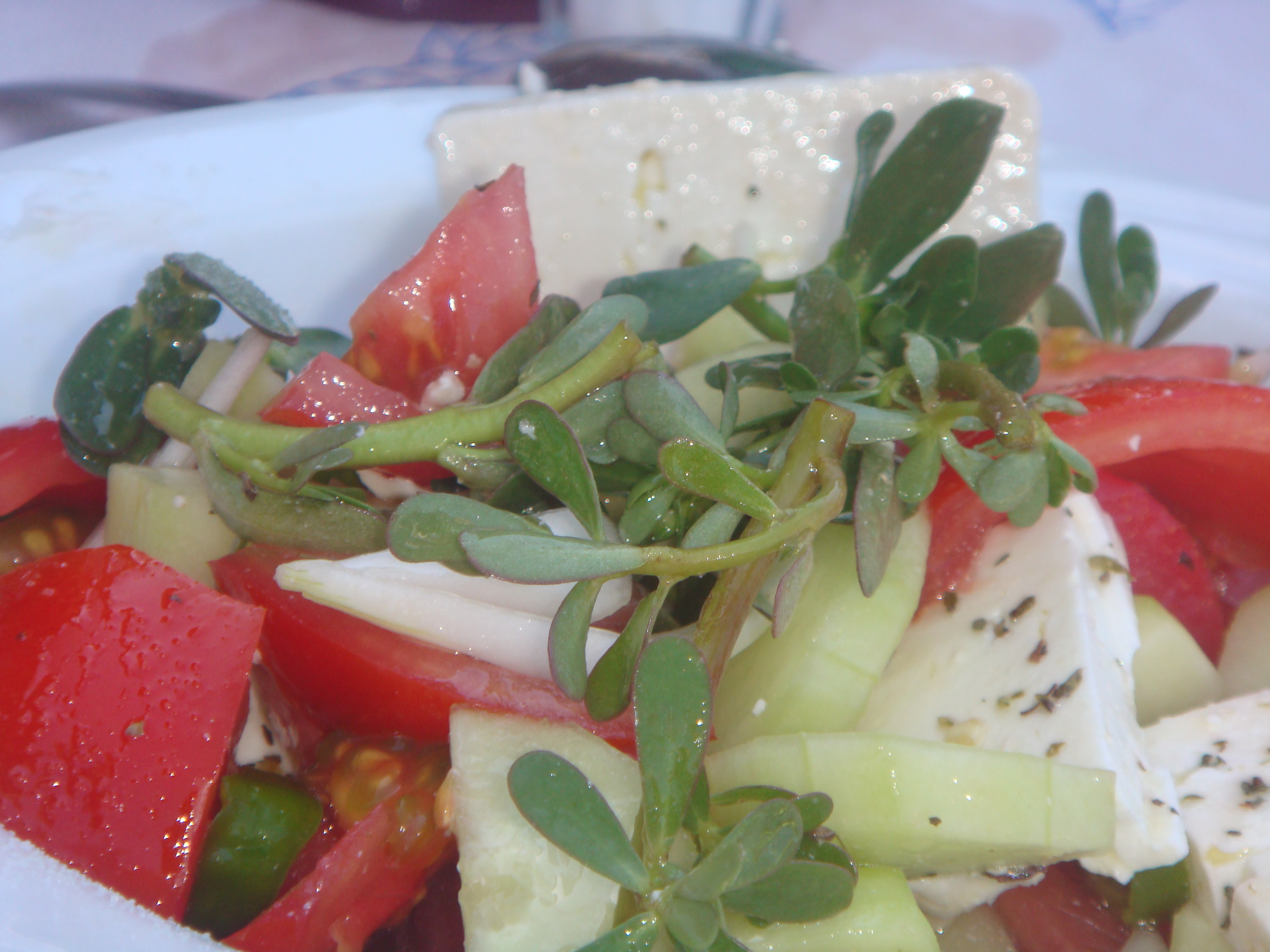
スベリヒユを用いたサラダ、クレタ島

畑の雑草として知られる身近な野草でありながら、独特のぬめりと酸味がある強壮食品で、栄養価も高いともいわれている。全草を乾燥させたものは薬用される。

### 食用
根を除く全草は野菜として、生または乾燥品を食用にできる。スベリヒユおよびその近縁の種は健康食品としても使われるω-3脂肪酸を多量に含む植物として知られている。栄養的にも優秀な野草で、ビタミンCやミネラルを多く含む。日本では東北地方や信州、沖縄で野菜として親しまれている。採取適期は暖地が5 - 11月ごろ、寒冷地は6 - 9月ごろが適期とされ、開花前の地上部をナイフで切るとる。地域によっては食料として畑作もされており、栄養の豊富なスーパーフードとして「パースレイン」(または、サマーパースレイン）という名でよばれ、野菜として販売もされている。
主に若い枝葉や花をつけていない茎の先を茹でてから水にさらし、おひたし、和え物、油炒め、酢の物、煮びたし、汁の実にするが、アクがあるので水にさらして調理する。ポピュラーな食べ方は、辛子醤油和えといわれる。天ぷらやきんぴら、味噌漬けにしてもよい。食味は口当たりがよく、「ぬめりと酸味が身上」「ぬめりと独特の風味は野菜にはないおいしさ」「酒の肴に向く」と評されている。
茹でてから天日干しにし、乾燥させて保存すると生より旨味が増し、使いたいときに水に戻して利用できる。戻したものは、汁の実、煮びたし、酢の物、炒め物にして食べる。東北地方では乾燥品も市販されていて、山形県では「ひょう」と呼んで新鮮なものは芥子醤油で食べるほか、干したものは油揚げやニンジンなどと煮て正月料理の食材とされている。また沖縄県では「ニンブトゥカー（念仏鉦）」と呼ばれ、茹でて酢味噌和えなどに調理される。
ヨーロッパでは、「パースレイン」（Purslane）という名でよばれるハーブで食用にされ、トルコやギリシャでは生または炒めてサラダにする。
「ひゆ菜」「莧菜/苋菜（広東語：インチョイ）」「chinese spinach」などの名で流通している葉菜があるが、これは別科（ヒユ科）のアマランサスの一種である。

### 薬用
夏に全草を採って根を除き、水洗いして日干し乾燥したものは生薬になり、馬歯莧（ばしけん）と称されている。民間薬として解熱、解毒、利尿や虫刺されに効用があるとされる。生葉の汁は、虫刺されに直接塗る用法が知られる。皮膚の湿疹や赤みのあるにきびには、1日量5グラムの馬歯莧を、600 ccの水で半量になるまでとろ火で煎じて、3回に分けて服用するか、直接洗う用法が知られる。冷え性や下痢しやすい人への服用は禁忌とされている。
古くプリニウスの『博物誌』では、porcillaca として、さまざまな傷病に効く薬草として紹介されている。

## 近縁種
栽培種に、花が大きい園芸種のハナスベリヒユ（ポーチュラカ）がある。ポーチュラカの名は、スベリヒユの学名に由来し、スベリヒユはポーチュラカの原種になっている植物でもある。また、同属にはマツバボタンがあり、茎葉の形や様子はスベリヒユに似ている。

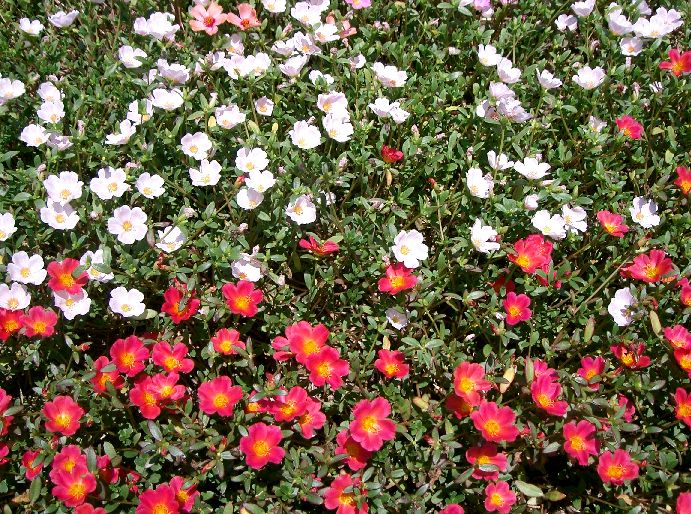
ハナスベリヒユ

- タチスベリヒユ P. o. L. var. sativa (Haw.) DC.
野菜として栽培され、高茎となる[20]。葉が大きく、西洋ではサラダや煮物に用いられている[21]。
- ハナスベリヒユ Portulaca oleracea L. x P. pilosa L. subsp. grandiflora (Hook.) R.Geesink[28]
花が大きく花卉園芸用によく使われ、スベリヒユ属の学名に由来した「ポーチュラカ」の名で親しまれる。花は2cmから3cm程度、色は多彩で白や黄、桃色、薄紅色などの種類がある。温暖な間は常に連続的に花を付けるが、不稔。[要出典]高温と乾燥に強いが、多湿や寒さには強くない。性質的にもスベリヒユと近く、丈夫で手のかからない園芸植物である。スベリヒユと同様に生でも加熱しても食用可能。ω-3脂肪酸も多く含み医学的効果も期待される。スープにすると独特のぬめりがある。また実も生で食用にしたり、パンに混ぜたりして使う[29]。

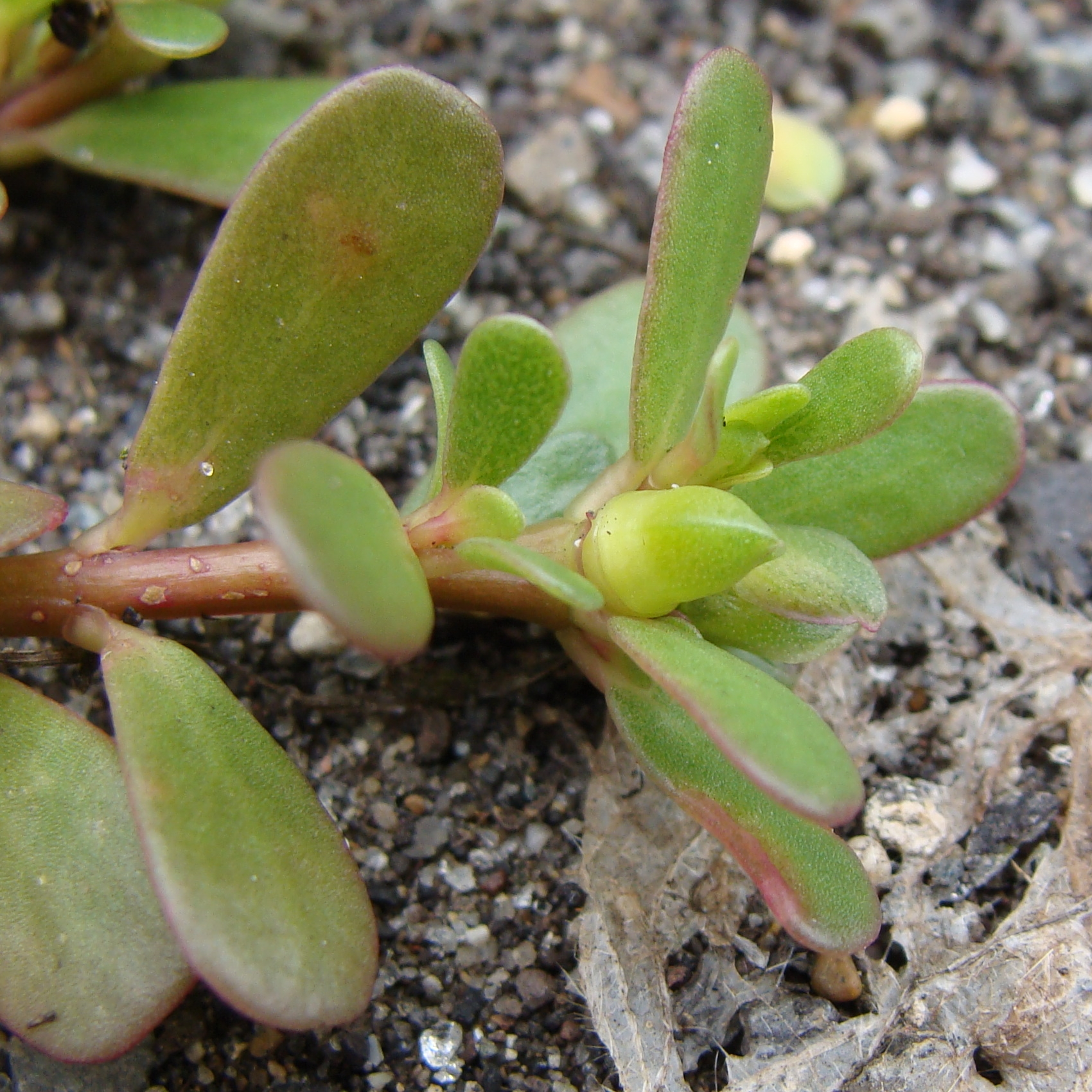
花の蕾
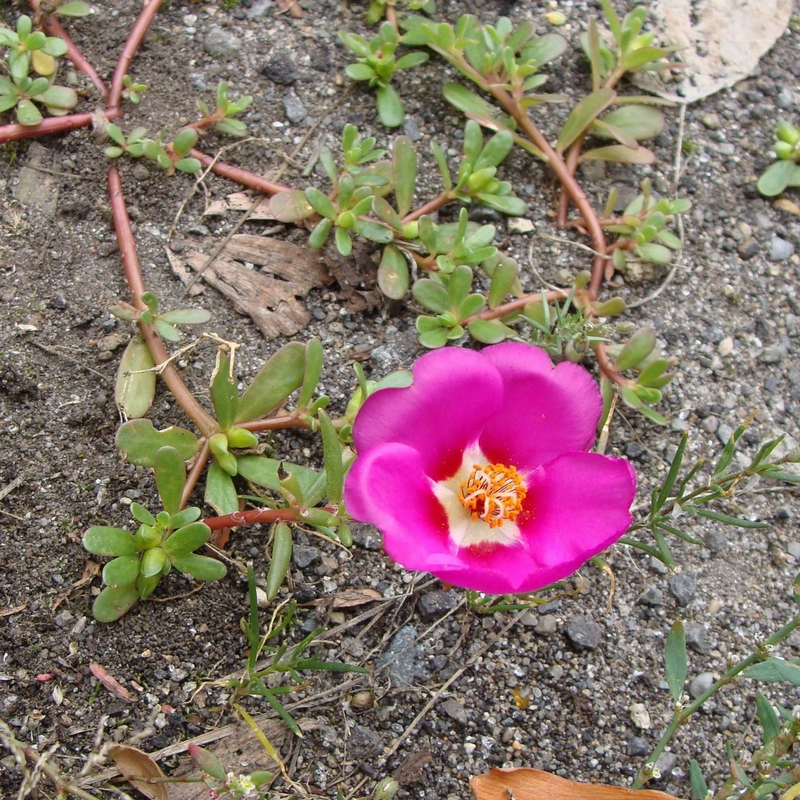
花が咲いている様子
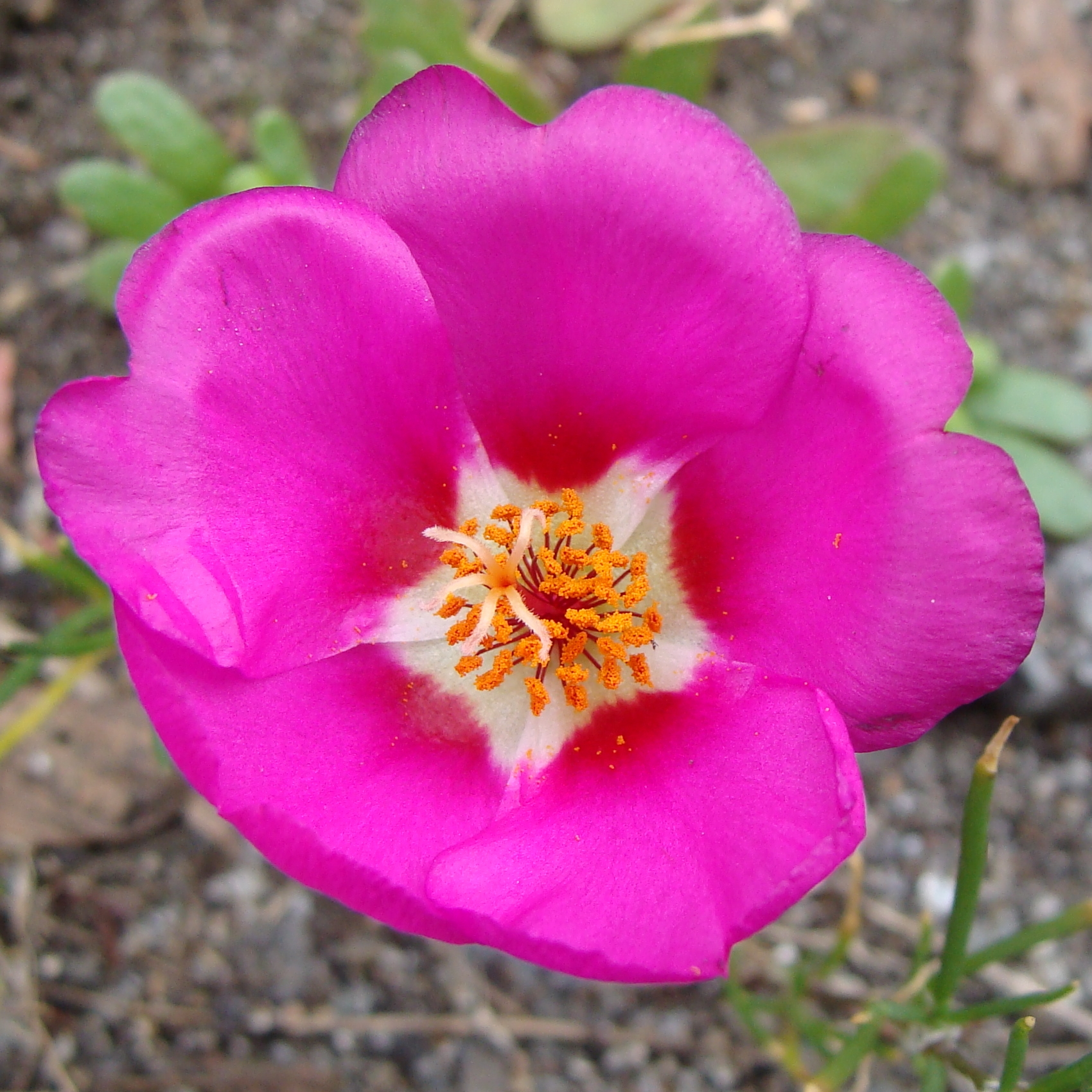
花の様子
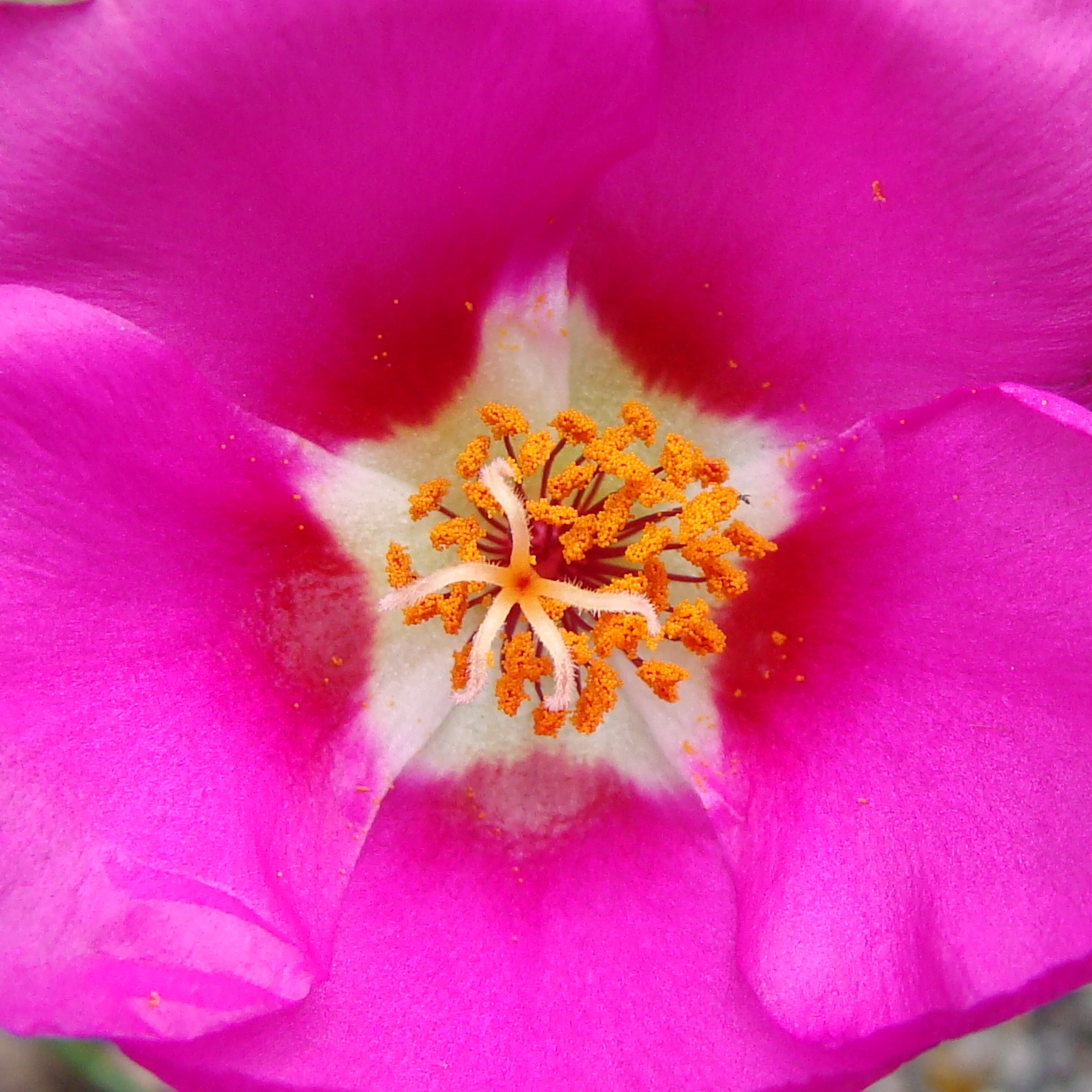
雌蕊と雄蕊
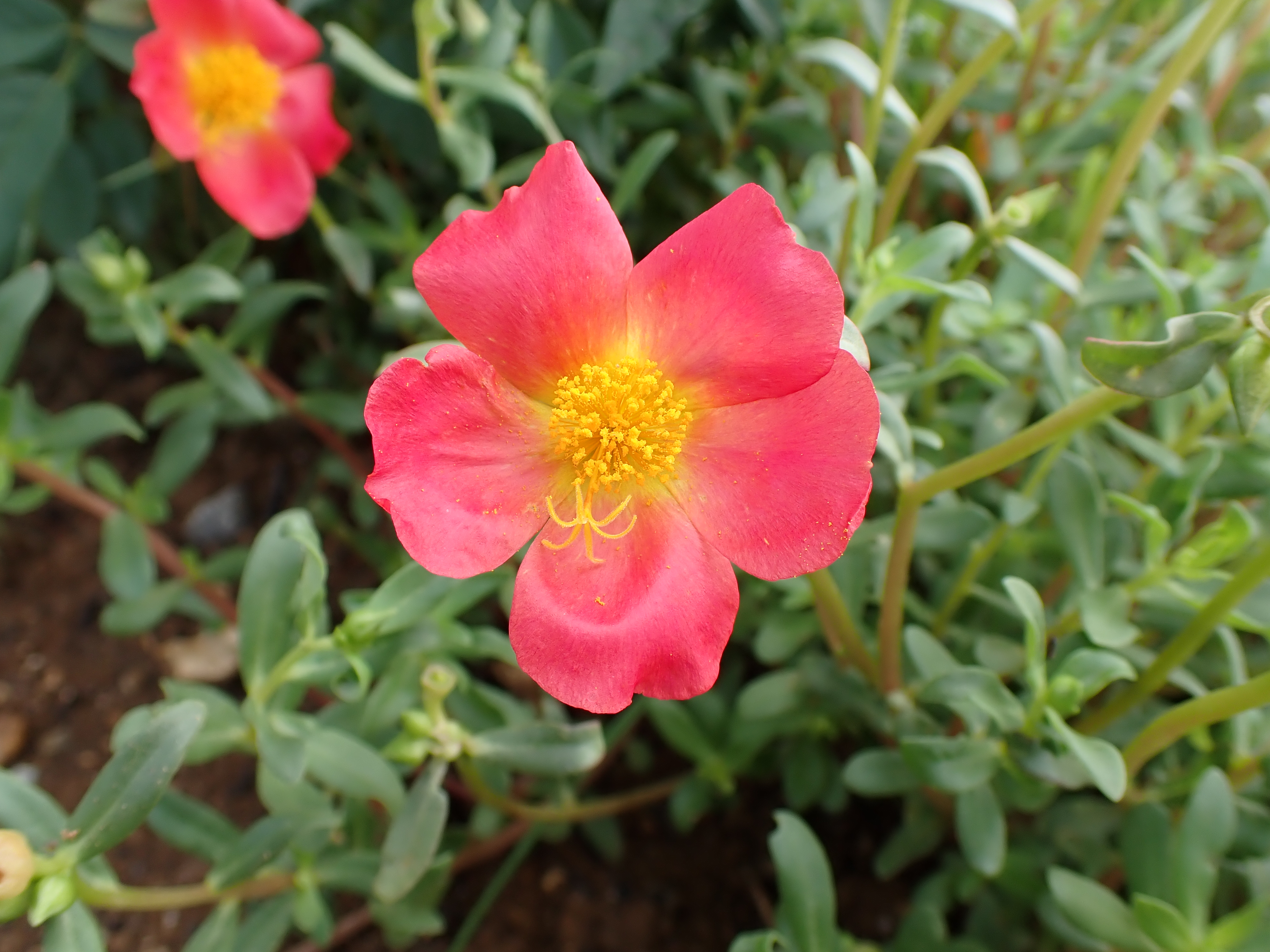
橙花
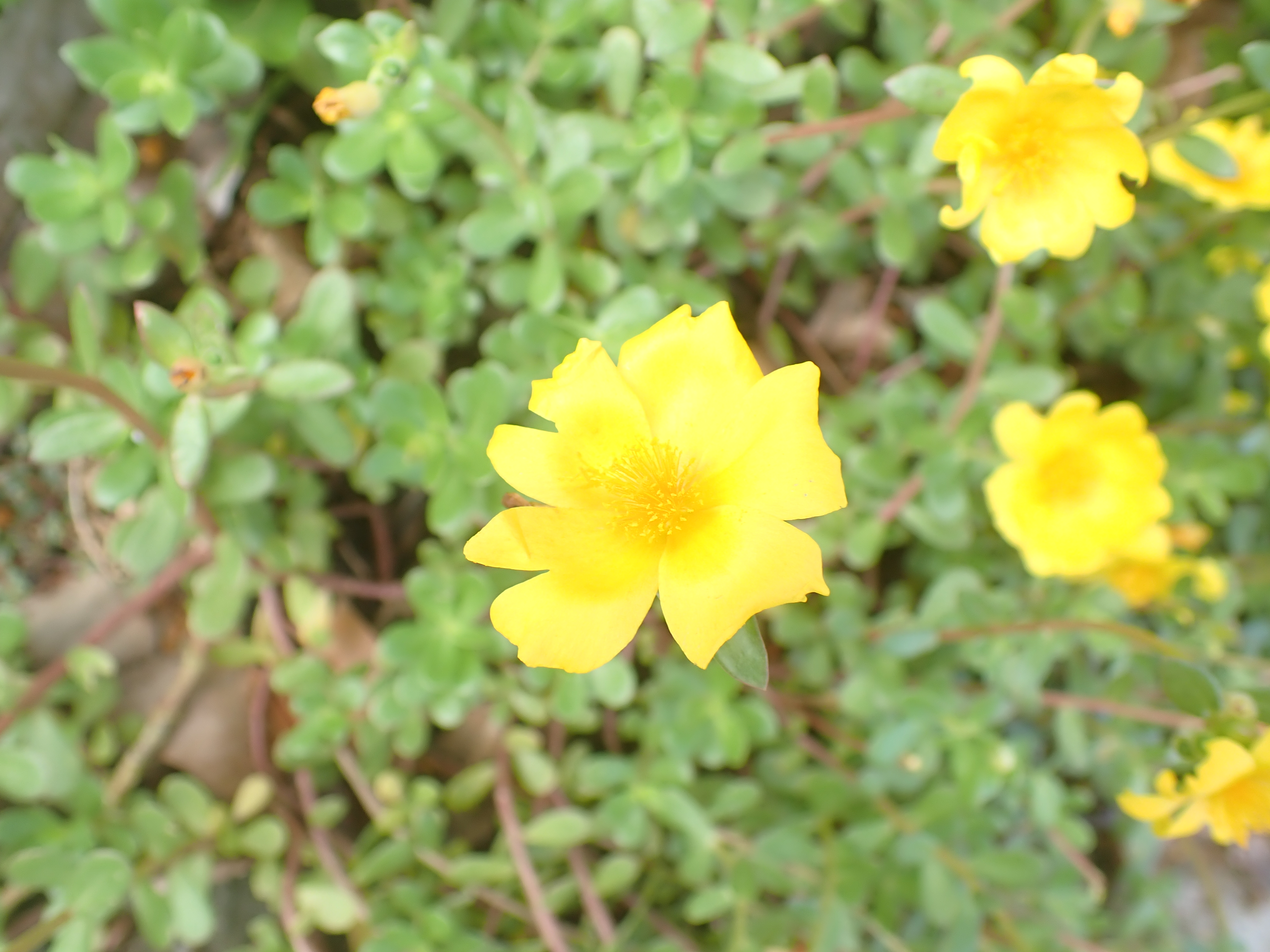
黄花

## スベリヒユと錬金術
中国の学者が、葉の細胞膜が光を白く反射する様子を誤解して水銀含有説を提唱し、日本の江戸時代の書物の中に、スベリヒユの葉から水銀を採るという術書があり、エンジュで作った木槌でスベリヒユの葉を砕いて干すと、6キログラムの葉から150グラムの水銀が採れると書かれていたという。しかし、この文献の記述は嘘の内容であり、西洋の錬金術と同じく成功することはなかった。